# Андресян, Грач Амаякович
Грач Амая́кович Андреся́н (29 января 1932, Краснодар — 9 ноября 1999, Москва) — советский военачальник, генерал-лейтенант. Национальный Герой Армении (2021, посмертно)
В 1992—1994 годах — первый заместитель министра обороны Армении, непосредственно руководил армянскими вооружёнными формированиями в ходе Первой карабахской войны.

## Биография

Мемориальная доска в Ростове-на-Дону

- 1943—1950 — Новочеркасское суворовское военное училище.
- Военное образование — Тбилисское военно-пехотное училище, Военная Академия им. Фрунзе (1966), Военная академия Генерального штаба Вооружённых сил СССР им К. Е. Ворошилова (1972).
- С 1978 — генерал-майор, командующий 6-й армией Ленинградского военного округа.
- С 1981 — генерал-лейтенант, начальник штаба, первый заместитель командующего округом и член Военного Совета Северо-Кавказского военного округа.
- Позднее — представитель главнокомандующего Объединёнными вооружёнными силами государств-участников Варшавского договора при начальнике Генерального штаба Чехословацкой народной армии.
- С апреля 1992 — первый заместитель министра обороны Республики Армения, с 1993 — начальник Главного штаба ВС Республики Армения.
- Участник Первой карабахской войны:
  - июль 1992 — организация обороны в Ноемберянском, Иджеванском и Бердском районах.
  - октябрь 1992 — организация обороны против азербайджанской армии в Лачинском районе.
- 1994 — после подписания 12 мая в Бишкеке соглашения о прекращении огня уходит в отставку и покидает Армению.

## Награды
- Андресян Г. А. удостоился высоких государственных наград — орденов и медалей СССР, Германской Демократической Республики и ряда других государств.
- Указом президента Республики Армения в мае 2000 года генерал-лейтенант Г. А. Андресян был посмертно награждён орденом «Боевого Креста» I степени, который был вручён его вдове Жанне Агасьевне Андресян (в день годовщины смерти генерала при открытии памятника на его могиле).
- Национальный Герой Армении (27 января 2021 года, посмертно)[1].

## Память
- На доме в Ростове-на-Дону, где жил Андресян, установлена памятная доска.
- В мае 2008 года в Варденисе был установлен бюст генерала Г. А. Андресяна, его именем названа улица.